# Perth and Kinross
Perth and Kinross (gälisch Peairt agus Ceann Rois) ist eine von 32 Council Areas in Schottland. Sie grenzt an Aberdeenshire, Angus, Argyll and Bute, Clackmannanshire, Dundee, Fife, Highland und Stirling. Das Gebiet dieses Verwaltungsbezirks entspricht zum großen Teil, aber nicht exakt, den traditionellen Grafschaften Perthshire und Kinross-shire.

## Untere Verwaltungsebene
Perth and Kinross gliedert sich, auf der unteren Ebene, in insgesamt 50 Community Council Areas. Diese sind
- Central
- Tulloch
- City South, mit Friarton, Craigie und Viewlands
- North Inch and Muirton
- Bridgend, Gannochy and Kinnoull
- Letham
- North Muirton
- Killiecrankie, Fincastle and Tummel
- Blair Atholl and Struan
- Rannoch
- Aberfeldy
- Dull and Weem
- Glenlyon and Loch Tay
- Kenmore and District
- Mid Atholl, Strathtay and Grandtully
- Blairgowrie and Rattray
- Mount Blair
- Alyth
- Meigle and Ardler
- Coupar Angus
- Kettins
- Crieff
- East Strathearn
- Comrie and District
- St Fillans
- Auchterarder and District
- Dunning
- Blackford
- Muthill
- Braco and Greenloaning
- Dunkeld and Birnam
- Methven
- Auchtergaven
- Luncarty, Redgorton and Moneydie
- Burrelton and District
- Stanley and District
- Scone and District
- Abernethy and District
- Glenfarg
- Earn
- Errol
- West Carse
- Inchture
- Kinross
- Portmoak
- Cleish and Blairadam
- Milnathort and Orwell
- Fossoway
- Invergowrie and Kingoodie
- Longforgan
- Milnathort & Orwell

Hinzu kommen zwei ehemalige:
- Spittalfield and District (aufgelöst im November 2019)
- Pitlochry and Moulin (aufgelöst im November 2023)

## Orte
- Aberargie
- Aberfeldy
- Aberuthven
- Alyth
- Auchterarder
- Balbeggie
- Ballinluig
- Birnam
- Blackford
- Blairgowrie and Rattray
- Blair Atholl
- Bridge of Balgie
- Bridge of Cally
- Bridge of Earn
- Comrie
- Coupar Angus
- Crieff
- Crook of Devon
- Dunkeld
- Dunning
- Errol
- Forgandenny
- Forteviot
- Fortingall
- Glenshee
- Grandtully
- Guay
- Inchture
- Kenmore
- Killiecrankie
- Kinnaird
- Kinloch Rannoch
- Kinross
- Logierait
- Longforgan
- Meigle
- Methven
- Milnathort
- Muthill
- Perth
- Pitlochry
- St. Medoes
- Scone
- Spittal of Glenshee
- Stanley
- Weem

## Sehenswürdigkeiten
- Apostles’ Stone
- Atholl Country Collection
- Ben Lawers
- Blair Atholl Mill
- Blair Castle
- Cairngorms National Park
- Castle Menzies
- Cluny House
- Croft Moraig
- Gleneagles Hotel
- Drummond Castle
- Dunkeld Cathedral
- Elcho Castle
- Forest of Atholl
- Forteviot Hall
- Fortingall Yew
- Grampian Mountains
- Kinross House
- Loch Earn
- Loch Leven Castle
- Loch Rannoch
- Loch Tay
- Melville Monument
- Rannoch Moor
- Rottenreoch
- Taymouth Castle

siehe auch Liste der Kategorie-A-Bauwerke in Perth and Kinross

## Politik
Der Council von Perth and Kinross umfasst 40 Sitze, die sich wie folgt auf die Parteien verteilen:
| Partei       | Sitze |
| ------------ | ----- |
| Conservative | 17    |
| SNP          | 15    |
| LibDem       | 4     |
| unabhängig   | 3     |
| Labour       | 1     |